# Antoni Wieczorek
Antoni Wieczorek (ur. 8 maja 1924 w Szczyrku, zm. 16 sierpnia 1992 w Zlatych Moravcach) – polski skoczek narciarski, olimpijczyk. Trener kadry narodowej skoczków. Skakał i jeździł na nartach do 48. roku życia. Od 1948 mąż Cecylii Gajdzik. Rok później narodził się ich syn Stanisław, późniejszy skoczek i zjazdowiec, pracownik naukowy AWF w Katowicach.

## Przebieg kariery
Jego matka, Anna z domu Pilarz, pracowała w Bielsku jako włókniarka, ojciec Józef był rolnikiem i cieślą. Antoni miał trójkę braci – Jana, Szymona i Bronisława oraz trzy siostry – Marię, Annę i Julię. Narciarstwo zaczął uprawiać w wieku 10 lat, startował w konkurencjach alpejskich: zjazdach i kombinacji. Później przerzucił się na skoki. W 1938 roku ukończył Szkołę Podstawową im. Tadeusza Kościuszki. Zaczął też przyuczać się do zawodu kelnera. Na przełomie lat 1940/1941 wyjechał ze wsi. W latach 1941–1945 pracował ze starszym bratem w Zakładach Chemicznych w Monowicach, a mieszkał w Oświęcimiu koło obozu koncentracyjnego. Od 1946 wielokrotnie zdobył tytuły mistrza i wicemistrza Śląska, a w 1948 pokonał w Zakopanem Stanisława Marusarza. Nie zmieścił się jednak w kadrze olimpijskiej na igrzyska w Sankt Moritz. Wraz z Tadeuszem Kozakiem i Mieczysławem Gąsienicą-Samkiem pojechał na „Wielki Tydzień Skoków” na mamucią skocznię w Planicy. Na niej, 15 marca 1948, jako pierwszy Polak w historii osiągnął granicę 100 metrów (z podpórką). W kolejnych seriach lądował na 99 m i 100 m. W kolejnych latach skoczył tam 101 m. W latach 1950–1952 prowadził schronisko na Skrzycznem. W 1951 wygrał pierwsze zawody i ustalił rekord na skoczni narciarskiej w Krakowie. W 1952 wziął udział w konkursie na najdłuższy skok na Krokwi. Udział wzięli m.in. Stanisław Marusarz, Jan Furman i Jan Kula. W I serii osiągnął 69,5 metra, w kolejnych był już najlepszy – 74 m i 76,5 m. Łączna nota wyniosła 324 pkt. Wygrał też zawody w Oberhofie, gdzie poprawił rekord skoczni (na 75 metr). Na igrzyskach w Oslo na Holmenkollen (oddał dwa skoki na 60,5 m i miał notę 191 pkt.) zajął 24. miejsce. Zaczął planować budowę obiektu w Szczyrku, na którym możliwe byłyby skoki po 110 m.
W 1954 ustanowił rekord Krokwi – 91 m, a jego rywal, Marusarz, nie ustał lotu na 92,5 m. Wieczorek liczył na wysokie miejsce podczas mistrzostw świata w Falun, ale na tę imprezę Polacy nie pojechali. Miał jechać na olimpiadę w Cortinie d’Ampezzo, lecz przed wyjazdem doznał ciężkiego upadku na Krokwi. W 1958 podczas Tygodnia Sportów Zimowych w Oberhofie na skoczniach w Schmiedefeld i Brotterode był lepszy od wielu znanych skoczków i zajął trzecie miejsce, przed Harrym Glaßem i Harrym Lesserem. Zakwalifikował się do reprezentacji na mistrzostwa w Lahti, ale na pierwszym treningu doznał ciężkiego upadku i w konkursie zajął odległe 35. miejsce.
Na grudniowych zawodach w 1961 w Seefeld był drugi, ustanawiając rekord tej skoczni. W sezonie 1961/1962 wziął udział w Turnieju Czterech Skoczni i zajął w nim 5. pozycję z notą 839,4 pkt., tracąc niewiele do podium. W Oberstdorfie był 13, w Innsbrucku 5., w Garmisch-Partenkirchen 26, a w Bischofshofen 9. Przed MŚ w Zakopanem uważany był za kandydata do medalu, na treningach skakał bardzo dobrze, lecz doznał ciężkiego upadku na treningu i nie wystartował. Nie wrócił już do startów.

## Po zakończeniu kariery
Do 1966 Wieczorek był trenerem w LZS Szczyrk, a w latach 1967–1969 opiekował się kadrą narodową. Zbudował skocznie na Zbójnickiej, Jeziorze i Skalitem, a także igielitową skocznię w Biłej. W latach 70. i 80. pracował w Szkole Sportowej w Szczyrku. Zginął w wypadku samochodowym w Złotych Morawcach na Słowacji, 16 sierpnia 1992 roku, wracając z wakacji, które spędzał na południu Europy.
Obecnie co roku organizowane są zawody w skokach narciarskich o Memoriał Olimpijczyków ze Szczyrku: Antoniego Wieczorka, Antoniego Łaciaka, Józefa Huczka i Stefana Przybyły. Ich organizatorem jest Stowarzyszenie Rekreacyjno-Sportowe „Sokół” w Szczyrku. W 1992 w Szczyrku otwarto skocznię Antoś, nazwaną tak na cześć Łaciaka i Wieczorka, o punkcie konstrukcyjnym umiejscowionym na 15 m.

## Osiągnięcia

### Igrzyska olimpijskie
| 1952 Oslo | – | 24. miejsce |

#### Starty A. Wieczorka naigrzyskach olimpijskich– szczegółowo
| Miejsce | Dzień     | Rok  | Miejscowość | Skocznia     | Konkurs  | Skok 1 | Skok 2 | Nota      | Strata   | Zwycięzca        |
| ------- | --------- | ---- | ----------- | ------------ | -------- | ------ | ------ | --------- | -------- | ---------------- |
| 24.     | 24 lutego | 1952 | Oslo        | Holmenkollen | indywid. | 60,5 m | 60,5 m | 191,0 pkt | 35,0 pkt | Arnfinn Bergmann |

### Mistrzostwa świata w narciarstwie klasycznym
- Indywidualnie

| 1958 Lahti | – | 35. miejsce |

### Turniej Czterech Skoczni
| 4. Turniej Czterech Skoczni  |                        |                        |               |       |
| Oberstdorf                   | Garmisch-Partenkirchen | Innsbruck              | Bischofshofen | klas. |
| –                            | –                      | 37                     | –             | ?     |
| 10. Turniej Czterech Skoczni |                        |                        |               |       |
| Oberstdorf                   | Innsbruck              | Garmisch-Partenkirchen | Bischofshofen | klas. |
| 13                           | 5                      | 26                     | 9             | 5     |

### Sukcesy krajowe
- mistrz Polski w skokach: 1954, 1955[10]
- wicemistrz Polski w skokach: 1951, 1958, 1960, 1961[10]